# Karang Duwet
Karang Duwet is een bestuurslaag in het regentschap Gunung Kidul van de provincie Jogjakarta, Indonesië. Karang Duwet telt 5954 inwoners (volkstelling 2010).